# Franklin County (Ohio)
Franklin County ist ein County im US-Bundesstaat Ohio der Vereinigten Staaten. Der Verwaltungssitz (County Seat) ist Columbus, das auch gleichzeitig die Hauptstadt von Ohio ist.

## Geographie
Das County liegt wenige Kilometer südwestlich des geographischen Zentrums von Ohio und hat eine Fläche von 1407 Quadratkilometern, wovon neun Quadratkilometer Wasserfläche sind. Es grenzt im Uhrzeigersinn an folgende Countys: Delaware County, Licking County, Fairfield County, Pickaway County, Madison County und Union County.

## Geschichte

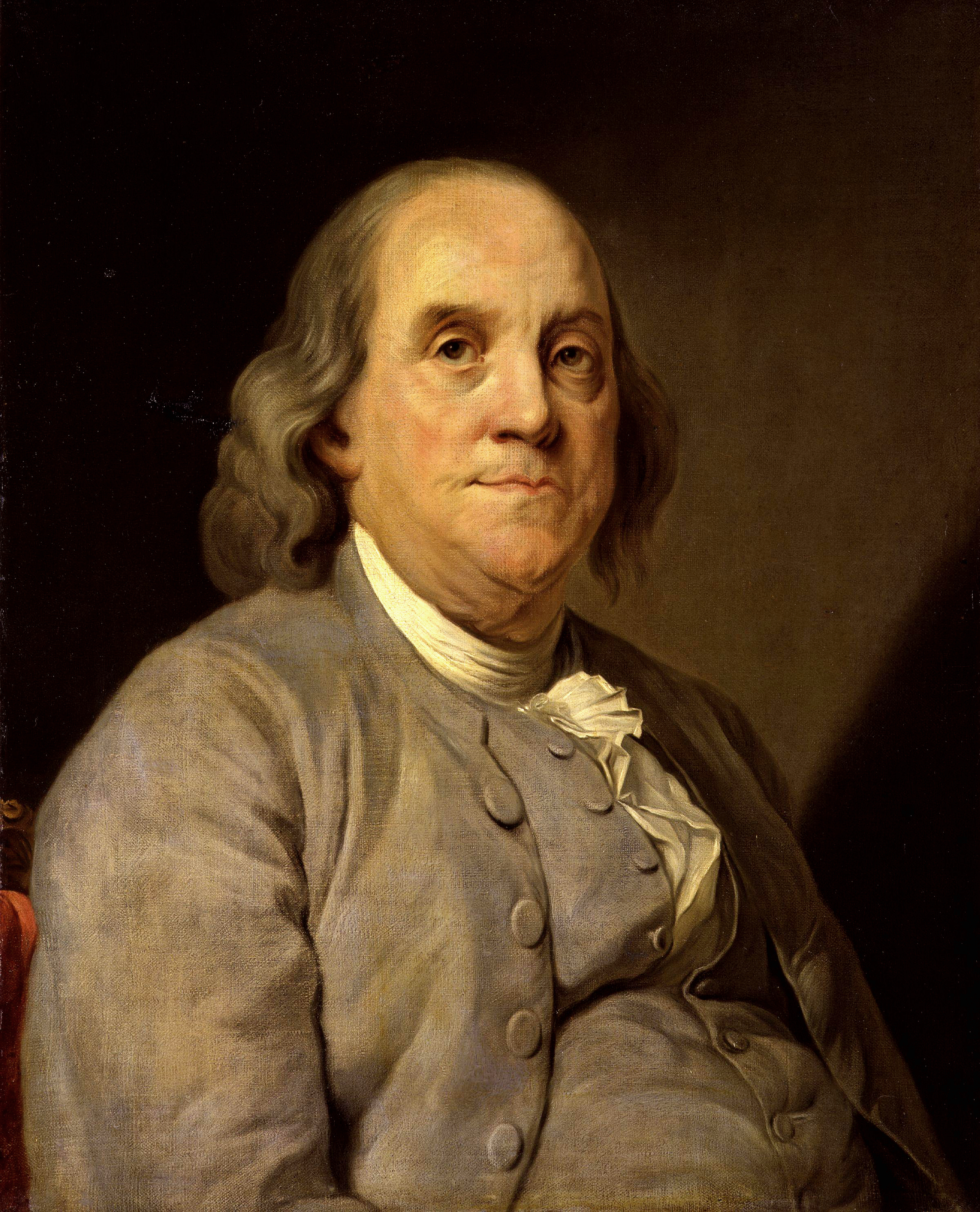
Benjamin Franklin

Franklin County wurde am 30. März 1803 aus Teilen des Ross County gebildet. Benannt wurde es nach Benjamin Franklin, einem nordamerikanischen Verleger, Staatsmann, Schriftsteller, Naturwissenschaftler, Erfinder, Naturphilosoph und Freimaurer. Er gilt zudem als einer der Gründerväter der Vereinigten Staaten.

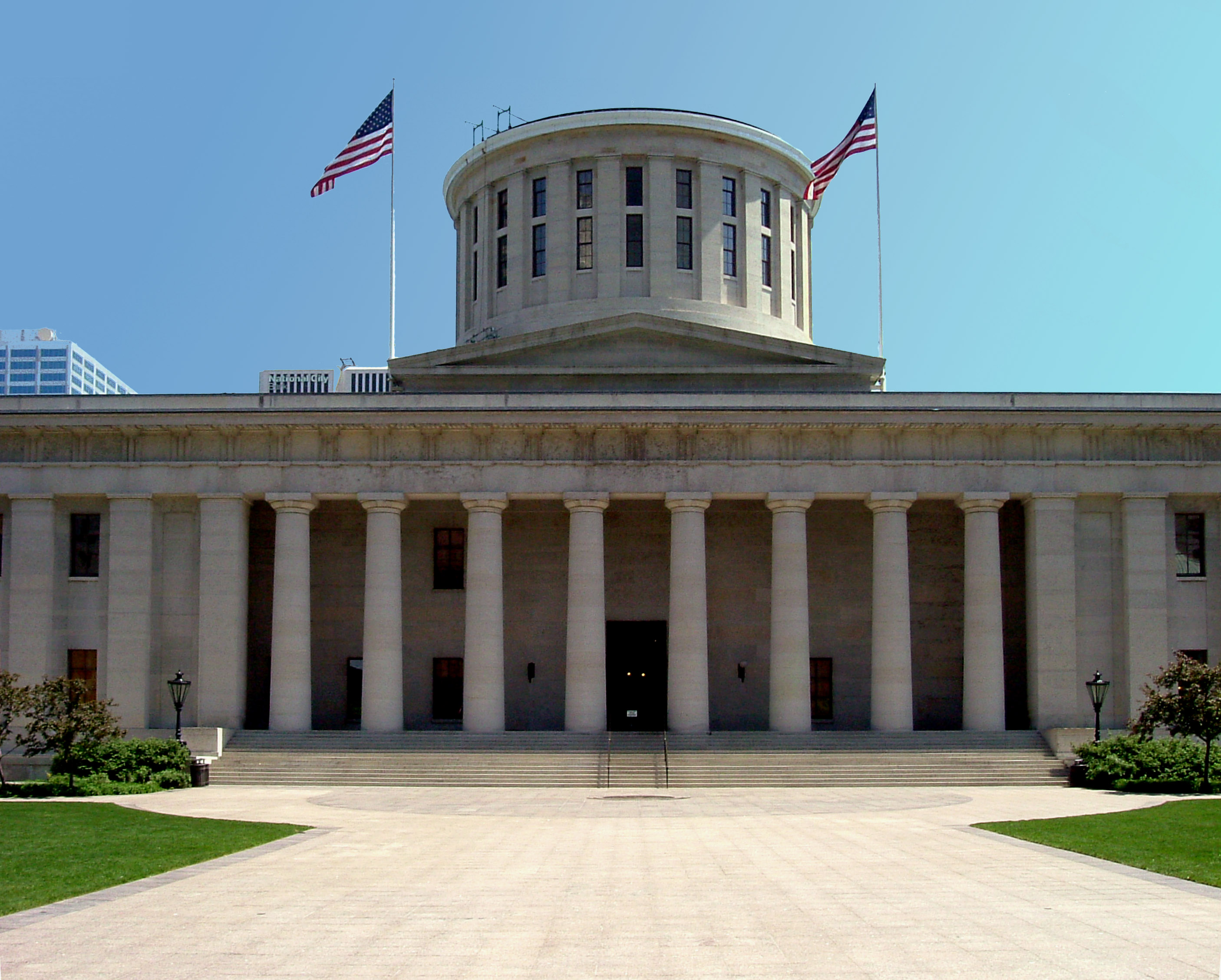
Ohio Statehouse (2004)

Drei Orte im County haben den Status einer National Historic Landmark, das Ohio Statehouse, das Ohio Theatre und das Captain Edward V. Rickenbacker House. 319 Bauwerke und Stätten des Countys sind im National Register of Historic Places eingetragen (Stand 13. April 2018).

## Demografische Daten

Alterspyramide des Franklin County

Nach der Volkszählung im Jahr 2000 lebten im Franklin County 1.068.978 Menschen in 438.778 Haushalten und 263.705 Familien. Die Bevölkerungsdichte betrug 765 Einwohner pro Quadratkilometer. Ethnisch betrachtet setzte sich die Bevölkerung zusammen aus 75,48 Prozent Weißen, 17,89 Prozent Afroamerikanern, 0,27 Prozent amerikanischen Ureinwohnern, 3,07 Prozent Asiaten, 0,04 Prozent Bewohnern aus dem pazifischen Inselraum und 1,03 Prozent aus anderen ethnischen Gruppen; 2,23 Prozent stammten von zwei oder mehr Ethnien ab. 2,27 Prozent der Bevölkerung waren spanischer oder lateinamerikanischer Abstammung.
Von den 438.778 Haushalten hatten 30,4 Prozent Kinder und Jugendliche unter 18 Jahre, die bei ihnen lebten. 43,0 Prozent waren verheiratete, zusammenlebende Paare, 13,0 Prozent waren allein erziehende Mütter, 39,9 Prozent waren keine Familien, 30,9 Prozent waren Singlehaushalte und in 7,4 Prozent lebten Menschen im Alter von 65 Jahren oder darüber. Die Durchschnittshaushaltsgröße betrug 2,39 und die durchschnittliche Familiengröße lag bei 3,03 Personen.
Auf das gesamte County bezogen setzte sich die Bevölkerung zusammen aus 25,1 Prozent Einwohnern unter 18 Jahren, 11,7 Prozent zwischen 18 und 24 Jahren, 33,3 Prozent zwischen 25 und 44 Jahren, 20,1 Prozent zwischen 45 und 64 Jahren und 9,8 Prozent waren 65 Jahre alt oder darüber. Das Durchschnittsalter betrug 32 Jahre. Auf 100 weibliche Personen kamen 94,5 männliche Personen. Auf 100 Frauen im Alter von 18 Jahren oder darüber kamen statistisch 91,5 Männer.
Das jährliche Durchschnittseinkommen eines Haushalts betrug 42.734 USD, das Durchschnittseinkommen der Familien betrug 53.905 USD. Männer hatten ein Durchschnittseinkommen von 37.672 USD, Frauen 29.856 USD. Das Prokopfeinkommen betrug 23.059 USD. 8,2 Prozent der Familien und 11,6 Prozent der Bevölkerung lebten unterhalb der Armutsgrenze. Davon waren 14,2 Prozent Kinder oder Jugendliche unter 18 Jahre und 8,6 Prozent waren Menschen über 65 Jahre.

## Städte
Das Franklin County besteht zurzeit aus 16 Städten, 9 Villages und 17 Townships.

### Städte
| - Bexley - Canal Winchester - Columbus - Dublin - Gahanna - Grandview Heights | - Grove City - Groveport - Hilliard - New Albany - Pickerington | - Reynoldsburg - Upper Arlington - Westerville - Whitehall - Worthington |

### Villages
| - Brice - Harrisburg - Lockbourne - Marble Cliff - Minerva Park | - Obetz - Riverlea - Urbancrest - Valleyview |

### Townships
| - Blendon - Brown - Clinton - Franklin - Hamilton - Jackson | - Jefferson - Madison - Mifflin - Norwich - Perry - Plain | - Pleasant - Prairie - Sharon - Truro - Washington - Montgomery |

### Census-Designated Places
| - Blacklick Estates - Huber Ridge | - Lake Darby - Lincoln Village |